# Madonna Benois
La Madonna Benois è un dipinto a olio su tavola trasportato su tela (48x31 cm) di Leonardo da Vinci, databile al 1478-1482 circa e conservato nel Museo dell'Ermitage di San Pietroburgo.

## Storia
L'opera deve il suo nome alla famiglia che ne fu a lungo proprietaria, i Benois, che a sua volta l'aveva acquistata nel 1824 ad Astracan, da un mercante d'arte di nome Aleksandr Aleksandrovič Sapožnikov. Si trova nel museo russo dal 1914.

## Descrizione e stile
L'opera, di sicura autografia leonardesca, mostra la Madonna col Bambino sullo sfondo di una stanza scura, rischiarata sul fondo da una bifora aperta sul cielo. Maria sta seduta, regge in una mano un fiore e tiene sulle ginocchia il figlio che prova ad afferrarlo, cercando di coordinare i movimenti e con lo sguardo concentrato, come tipico dei bambini piccoli. Secondo taluni, i quattro petali del fiore sarebbero un'allegoria della futura crocifissione. Il modello iconografico più immediato è la Madonna di Domenico Veneziano nella collezione Berenson. Maria è particolarmente giovane e, contrariamente alla tradizione iconografica, sorride guardando la tenera goffaggine del figlio e instaurando con lui un rapporto di serena familiarità. Il gruppo sacro mostra quindi una svolta stilistica nel soggetto, che evita di ricalcare gli schemi tradizionali affidandosi piuttosto a un accurato studio dal vero, particolarmente evidente nella realistica fisionomia del Bambino. Mancano gli abbellimenti delle proporzioni che ritraevano i fanciulli come uomini in miniatura ed estremamente naturale appare la gestualità o il tenero incarnato infantile.
Con quest'opera appare evidente come la strada artistica di Leonardo inizi a divergere da quella dei pittori fiorentini di spicco, come Botticelli, Ghirlandaio e Perugino: per lui infatti il dipinto non è più un "esercizio di maestria", tanto più apprezzabile quanto più si riconosca la tecnica, l'abilità e lo stile del pittore, ma piuttosto un modo per interpretare e conoscere la natura. Al posto del nitido disegno dei fiorentini, prezioso ma innaturale, Leonardo contrappone un delicatissimo "sfumato", con cui l'artista coglie i valori atmosferici e la mutevolezza dei lineamenti e dei contorni, soggetti alla mutevolezza delle psicologie e del cosmo.